# باتريك كولفيلد
باتريك كولفيلد (بالإنجليزية: Patrick Caulfield)‏ هو رسام توضيحي ورسام بريطاني، ولد في 29 يناير 1936 في لندن في المملكة المتحدة، وتوفي بنفس المكان في 29 سبتمبر 2005.

## وصلات خارجية
- باتريك كولفيلد على موقع الموسوعة البريطانية (الإنجليزية)
- باتريك كولفيلد على موقع ديسكوغز (الإنجليزية)